# Yeah!Yeah!
『Yeah!Yeah!』（イェイ イェイ）は、日本のシンガーソングライター・足立佳奈の1枚目のスタジオ・アルバム。2018年10月17日に SME Recordsよりリリースされた。

## 概要
タイトルには、1stアルバムをリリースする喜びを最大限に表現し、その喜ぶ姿から周りにも勇気づけられるようにエールを送っているという意味合いが込められている。デビュー・シングル「笑顔の作り方〜キムチ〜/ココロハレテ」からの全シングル表題曲に加え、新曲4曲を加えた収録内容となっている。Blu-ray Disc付の初回生産限定盤、グッズ付の期間生産限定盤、CDのみの通常盤の3仕様で発売された。

## 収録内容
| #         | タイトル                                                                                         | 作詞                 | 作曲               | 編曲                   | 時間  |
| --------- | ------------------------------------------------------------------------------------------------ | -------------------- | ------------------ | ---------------------- | ----- |
| 1.        | 「ココロハレテ」(大塚製薬 エールプロジェクトテーマソング)                                        | 足立佳奈、小沢       | 中村泰輔           | 中村泰輔               | 03:47 |
| 2.        | 「フレーフレーわたし」(コナミホールディングスCMソング)                                           | 足立佳奈、コバソロ   | 足立佳奈、コバソロ | コバソロ               | 04:18 |
| 3.        | 「この夕日は誰かの朝日なんだ」                                                                   | 高橋久美子           | 新井弘毅           | 新井弘毅               | 04:48 |
| 4.        | 「チェンジっ!」(『レイトン ミステリー探偵社〜カトリーのナゾトキファイル〜』オープニング・テーマ) | 水野良樹             | 水野良樹           | 近藤隆史、田中ユウスケ | 05:10 |
| 5.        | 「ミライステップ」(NHKEテレ『国語表現』テーマ音楽)                                               | 三好啓太             | 三好啓太           | 三好啓太               | 04:32 |
| 6.        | 「私今あなたに恋をしています」(AbemaTV『今日、好きになりました。』第10弾、第11弾テーマソング)    | 足立佳奈、幸田もも子 | 足立佳奈、宗本康兵 | 宗本康兵               | 03:45 |
| 7.        | 「You Your Yours」(Abema TV『今日、好きになりました。』第12弾テーマソング)                       | 新井弘毅             | 新井弘毅           | 新井弘毅               | 04:14 |
| 8.        | 「僕らのスタート」(インターハイ2018公式応援ソング)                                               | 足立佳奈、古川貴浩   | 古川貴浩           | 古川貴浩               | 04:36 |
| 9.        | 「サクラエール」(個別指導学院フリーステップCMソング、水泳コナミオープンイメージソング)           | 足立佳奈、小林夏海   | 足立佳奈、宗本康兵 | 宗本康兵               | 03:44 |
| 10.       | 「あの日に戻れるなら…」                                                                          | 足立佳奈             | 足立佳奈           | 宗本康兵               | 04:13 |
| 11.       | 「ナナ色のうた」                                                                                 | 中村泰輔、小沢       | 中村泰輔           | 中村泰輔               | 04:10 |
| 12.       | 「笑顔の作り方〜キムチ〜」                                                                       | 足立佳奈、Saku       | 足立佳奈、Saku     | Saku                   | 02:51 |
| 合計時間: | 合計時間:                                                                                        | 合計時間:            | 合計時間:          | 合計時間:              | 50:08 |

| #  | タイトル                                                                    | 作詞 | 作曲・編曲 |
| -- | --------------------------------------------------------------------------- | ---- | ---------- |
| 1. | 「笑顔の作り方〜キムチ〜（ビデオクリップ）」                                |      |            |
| 2. | 「ココロハレテ（ビデオクリップ）」                                          |      |            |
| 3. | 「フレーフレーわたし（ビデオクリップ）」                                    |      |            |
| 4. | 「フレーフレーわたし（セブンティーン専属モデル出演Ver. / ビデオクリップ）」 |      |            |
| 5. | 「サクラエール（ビデオクリップ）」                                          |      |            |
| 6. | 「チェンジっ!（ビデオクリップ）」                                           |      |            |
| 7. | 「僕らのスタート（ビデオクリップ）」                                        |      |            |
| 8. | 「スペシャル映像」                                                          |      |            |